# Corydendrium fruticosum
Corydendrium fruticosum är en nässeldjursart som beskrevs av John Fraser 1914. Corydendrium fruticosum ingår i släktet Corydendrium och familjen Oceanidae. Inga underarter finns listade i Catalogue of Life.